# LIN9
La proteína homóloga Lin-9 (LIN9) es una proteína codificada en humanos por el gen LIN9.

## Interacciones
La proteína LIN9 ha demostrado ser capaz de interaccionar con:
- Proteína del retinoblastoma[1]